# Sezon 2010/2011 w klubowej europejskiej piłce siatkowej mężczyzn
Sezon 2010/2011 w klubowej europejskiej piłce siatkowej mężczyzn obejmuje rozgrywki o mistrzostwo, puchar i superpuchar państw, których federacje zrzeszone są w Europejskiej Konfederacji Piłki Siatkowej (CEV). W Andorze, Azerbejdżanie, Gibraltarze, Liechtensteinie, Monako i San Marino nie odbyły się żadne oficjalne seniorskie rozgrywki klubowe.

## Rozgrywki klubowe
obroniony tytuł z poprzedniego sezonu

### Międzynarodowe
| Rozgrywki        | Zwycięzca                  | Zwycięzca |
| ---------------- | -------------------------- | --------- |
| Liga Mistrzów    | Trentino BetClic           | (więcej)  |
| Puchar CEV       | Sisley Treviso             | (więcej)  |
| Puchar Challenge | Lube Banca Marche Macerata | (więcej)  |

### Regionalne
| Rozgrywki       | Mistrzostwo      | Mistrzostwo |
| --------------- | ---------------- | ----------- |
| BVA             | Ribnica Kraljevo | (więcej)    |
| MEVZA           | ACH Volley Bled  | (więcej)    |
| NEVZA           | Førde VBK        | (więcej)    |
| Schenker League | Selver Tallinn   | (więcej)    |

### Krajowe
| Państwo              | Rozgrywki ligowe              | Rozgrywki ligowe | Zdobywca pucharu              | Zdobywca pucharu | Zdobywca superpucharu     |
| -------------------- | ----------------------------- | ---------------- | ----------------------------- | ---------------- | ------------------------- |
| Albania              | Teuta Durrës                  | (więcej)         | Studenti Tirana               | (więcej)         |                           |
| Anglia               | London Polonia                | (więcej)         | Sheffield                     | (więcej)         |                           |
| Armenia              | FIMA Erywań                   | (więcej)         |                               |                  |                           |
| Austria              | Hypo Tirol Volleyballteam     | (więcej)         | hotVolleys Wiedeń             | (więcej)         |                           |
| Belgia               | Noliko Maaseik                | (więcej)         | Knack Randstad Roeselare      | (więcej)         | Knack Randstad Roeselare  |
| Białoruś             | Stroitiel Mińsk               | (więcej)         | Stroitiel Mińsk               | (więcej)         |                           |
| Bośnia i Hercegowina | OK Kakanj                     | (więcej)         | OK Kakanj                     | (więcej)         |                           |
| Bułgaria             | CSKA Sofia                    | (więcej)         | CSKA Sofia                    | (więcej)         |                           |
| Chorwacja            | HAOK Mladost Zagrzeb          | (więcej)         | OK Mladost Marina Kaštela     | (więcej)         |                           |
| Cypr                 | Anorthosis Famagusta          | (więcej)         | Nea Salamina Famagusta        | (więcej)         | Pokka AE Karawa Lambusa   |
| Czarnogóra           | Budvanska Rivijera Budva      | (więcej)         | Budvanska Rivijera Budva      | (więcej)         |                           |
| Czechy               | VK Jihostroj České Budějovice | (więcej)         | VK Jihostroj České Budějovice | (więcej)         |                           |
| Czechy i Słowacja    |                               |                  | VK Jihostroj České Budějovice | (więcej)         |                           |
| Dania                | Marienlyst Odense             | (więcej)         | Marienlyst Odense             | (więcej)         |                           |
| Estonia              | Selver Tallinn                | (więcej)         | Selver Tallinn                | (więcej)         |                           |
| Finlandia            | Team Lakkapää                 | (więcej)         | Team Lakkapää                 | (więcej)         |                           |
| Francja              | Stade Poitevin Poitiers       | (więcej)         | Tours VB                      | (więcej)         |                           |
| Grecja               | Olympiakos SFP                | (więcej)         | Olympiakos SFP                | (więcej)         | Olympiakos SFP            |
| Grenlandia           | AVI Maniitsoq                 | (więcej)         |                               |                  |                           |
| Hiszpania            | CAI Voleibol Teruel           | (więcej)         | CAI Voleibol Teruel           | (więcej)         | Unicaja Almería           |
| Holandia             | Rivium Rotterdam Volleybal    | (więcej)         | Draisma Dynamo Apeldoorn      | (więcej)         | Draisma Dynamo Apeldoorn  |
| Irlandia             | Munster Thunder               | (więcej)         | Ballymun Patriots             | (więcej)         |                           |
| Irlandia Północna    | Lisburn Lynx                  | (więcej)         | Lisburn Lynx                  | (więcej)         |                           |
| Islandia             | KA                            | (więcej)         | KA                            | (więcej)         |                           |
| Izrael               | Maccabi Tel Awiw              | (więcej)         | Maccabi Tel Awiw              | (więcej)         |                           |
| Litwa                | Flamingo Volley               | (więcej)         | Flamingo Volley               | (więcej)         |                           |
| Luksemburg           | VC Strassen                   | (więcej)         | RSR Walfer                    | (więcej)         |                           |
| Łotwa                | LĀSE-R/Rīga                   | (więcej)         | Poliurs Ozolnieki             | (więcej)         |                           |
| Macedonia            | Szkendija Tetowo              | (więcej)         | Szkendija Tetowo              | (więcej)         |                           |
| Malta                | Valletta San Antonio          | (więcej)         | Valletta San Antonio          | (więcej)         | Valletta San Antonio      |
| Mołdawia             | Olimp Ungheni                 | (więcej)         |                               |                  |                           |
| Niemcy               | VfB Friedrichshafen           | (więcej)         | Generali Haching              | (więcej)         |                           |
| Norwegia             | Nyborg VBK                    | (więcej)         | Førde VBK                     | (więcej)         |                           |
| Polska               | PGE Skra Bełchatów            | (więcej)         | PGE Skra Bełchatów            | (więcej)         |                           |
| Portugalia           | AJ Fonte Bastardo             | (więcej)         | SL Benfica                    | (więcej)         | Castêlo da Maia GC        |
| Rosja                | Zenit Kazań                   | (więcej)         | Lokomotiw Nowosybirsk         | (więcej)         | Zenit Kazań               |
| Rumunia              | Remat Zalău                   | (więcej)         | Dinamo Bukareszt              | (więcej)         |                           |
| Serbia               | Partizan Termoelektro Belgrad | (więcej)         | Crvena zvezda Belgrad         | (więcej)         |                           |
| Słowacja             | VKP Bratislava                | (więcej)         | VK Chemes Humenné             | (więcej)         |                           |
| Słowenia             | ACH Volley Bled               | (więcej)         | ACH Volley Bled               | (więcej)         |                           |
| Szkocja              | Glasgow Mets                  | (więcej)         | City of Glasgow Ragazzi       | (więcej)         |                           |
| Szwajcaria           | SEAT Volley Näfels            | (więcej)         | Lausanne UC                   | (więcej)         | Chênois Genève Volleyball |
| Szwecja              | Falkenbergs VBK               | (więcej)         | Falkenbergs VBK               | (więcej)         |                           |
| Turcja               | Fenerbahçe                    | (więcej)         | Arkas Spor Izmir              | (więcej)         | Ziraat Bankası            |
| Ukraina              | Łokomotyw Charków             | (więcej)         | Łokomotyw Charków             | (więcej)         |                           |
| Walia                | Cardiff University            | (więcej)         |                               |                  |                           |
| Węgry                | Fino Kaposvár SE              | (więcej)         | Fino Kaposvár SE              | (więcej)         |                           |
| Włochy               | Itas Diatec Trentino          | (więcej)         | Bre Banca Lannutti Cuneo      | (więcej)         | Bre Banca Lannutti Cuneo  |
| Wyspy Owcze          | ÍF                            | (więcej)         | ÍF                            | (więcej)         |                           |